# Маломице (гмина)
Маломице (пол. Małomice) — гмина (волость) в Польше, входит как административная единица в Жаганьский повет, Любушское воеводство. Население — 5518 человек (на 2004 год).

## Сельские округа
1. Бобжаны
2. Хихы
3. Яновец
4. Любехув
5. Сливник
6. Желислав

## Соседние гмины
1. Гмина Осечница
2. Гмина Шпротава
3. Гмина Жагань